# Le Prisonnier (livre-jeu)
Pour les articles homonymes, voir Le Prisonnier.
Le Prisonnier est un livre-jeu écrit par Pierre Rosenthal en 1988, et édité par Le Livre de poche dans la collection Histoires à jouer : Missions spéciales, dont c'est le troisième tome. Il est inspiré de la série télévisée éponyme.

## Thème
Un agent spécial se réveille, amnésique. Il est prisonnier d'une ville dont il ne peut s'échapper.

## Mécanismes
Ce livre se démarque des livres-jeu habituels par sa structure particulière. En effet, le héros explore des lieux sans savoir exactement ce qu'il cherche ; il sait juste qu'il a une semaine pour sortir, délai au bout duquel il devient fou.
Le joueur doit suivre la progression du temps. Pour cela, il dispose d'un semainier, un tableau de sept colonnes — une colonne par jour — et de quatorze lignes — une ligne par tranche de deux heures entre 8 h et 22 h. Lorsque le personnage visite un lieu, le texte lui indique combien de temps il y passe, et le joueur coche les cases correspondantes.
La ville-prison comporte dix-sept lieux : administration, restaurant, salle de spectacles, salle de sport, jardin, bazar, hôpital, … Un plan indique les paragraphes correspondants ; pour chaque lieu, le semainier est reproduit et indique quel paragraphe le joueur doit lire. Le personnage fait donc des rencontres différentes, assiste à des scènes différentes, selon le jour et l'heure auquel il visite le lieu.
Le jeu ne comporte donc aucune linéarité.

## Éditions
- Pierre Rosenthal, Le Prisonnier, Livre de poche, coll. « Histoires à jouer : Missions spéciales », 1988, 220 p. (ISBN 978-2-253-04585-4)
- Réédition chez Posidonia Éditions (Cannes) à paraître en 2018[2].